# Décorations et médailles du Service fédéral de protection de la fédération de Russie
Le Service fédéral de protection (FSO) de la fédération de Russie est un organisme du gouvernement fédéral chargé par les lois pertinentes des tâches liées à la protection de nombreux hauts responsables et dignitaires de l’État, y compris le Président de la Russie, ainsi que certaines propriétés fédérales tel le Kremlin. Tout comme les autres ministères et organismes fédéraux, le FSO possède son propre système de récompenses départementales subordonnées aux récompenses d'État. Toutes les décorations et médailles mentionnées ici-bas furent approuvées par arrêté du chef du FSO. Les numéros et dates de ces arrêtés départementaux apparaissent dans cet article aux fins de références rapides dans le but de faciliter toute recherche supplémentaire. Les décorations et médailles avec plus d’un numéro d’arrêté signifient des amendements ultérieurs aux critères.

## Service fédéral de protection de la fédération de Russie

### Médailles
| Avers | Nom (français/russe) | Arrêté | Date       | Critères d’attribution |
| ----- | --- | ------ | ---------- | --- |
|       | Médaille "Pour performance exemplaire du devoir lors de missions spéciales" Медаль «За отличие при выполнении специальных заданий» | № 318  | 19-08-2005 | Décernée au personnel militaire du Service fédéral de protection pour la réussite de missions spéciales, pour initiative, persévérance et professionnalisme. |
|       | Médaille "Pour valeur militaire" Медаль «За воинскую доблесть»                                                                     | № 318  | 19-08-2005 | Décernée aux soldats des organes fédéraux de protection de l'État pour une performance exemplaire de fonctions, initiative, persévérance et compétences professionnelles exemplaires. |
|       | Médaille " Pour le renforcement de la coopération militaire" Медаль "За Боевое Содружество"                                        | № 92   | 29-03-2003 | Décernée aux citoyens de la fédération de Russie ou ressortissants étrangers pour mérites dans le renforcement de la coopération militaire; pour une contribution significative à la réalisation de résultats positifs obtenus dans le cadre d’activités conjointes; pour une aide spécifique au FSO russe dans ses tâches. |
|       | Médaille "Pour distinction au travail" Медаль «За отличие в труде»                                                                 | № 318  | 19-08-2005 | Décernée au personnel civil du Service fédéral de protection avec au moins 15 ans de service, pour des contributions concrètes aux tâches confiées au FSO et pour un long et dévoué labeur. |
|       | Médaille "Vétéran des organes fédérales de protection " Медаль «Ветеран федеральных органов государственной охраны»                | № 318  | 19-08-2005 | Décernée aux citoyens libérés du service militaire, dans la réserve ou à la retraite, qui ont servi dans le Service fédéral de protection pour au moins 20 ans et qui ont participé activement à l'éducation patriotique et la formation professionnelle des jeunes employés du Service fédéral de protection.              |
|       | Médaille "125 ans des organes fédérales de protection de Russie" Медаль «125 лет органам государственной охраны России»            | № ?    | 2006       | L'existence de cette décoration fut confirmée, mais le numéro du décret départemental ne fut pas encore trouvé et est possiblement non publié à ce jour. |
|       | Médaille "130 ans des organes fédérales de protection de Russie" Медаль «130 лет органам государственной охраны России»            | № ?    | 2011       | L'existence de cette décoration fut confirmée, mais le numéro du décret départemental ne fut pas encore trouvé et est possiblement non publié à ce jour. |
|       | Médaille du jubilé "70 ans du Régiment présidentiel" Памятная юбилейная медаль «70 лет Президентскому полку»                       | № 491  | 12-12-2005 | L’arrêté ministériel fut identifié mais ne fut pas trouvé dans son intégralité pour traduction à cet article. |
|       | Médaille du jubilé "80 ans du Régiment présidentiel" Памятная юбилейная медаль «80 лет Президентскому полку»                       | № ?    | 2016       | L'existence de cette décoration fut confirmée, mais le numéro du décret départemental ne fut pas encore trouvé et est possiblement non publié à ce jour. |
|       | Médaille du jubilé "100 ans des organismes de sécurité nationale" Памятная юбилейная медаль «80 лет Президентскому полку»          | № ?    | 2017       | L'existence de cette décoration fut confirmée, mais le numéro du décret départemental ne fut pas encore trouvé et est possiblement non publié à ce jour. |
|       | Médaille "Pour distinction en service militaire" de 1re classe Медаль «За Отличие В Военной Службе» I степени                      | № 391  | 05-12-1997 | Décernée au personnel militaire du Service fédéral de protection de la fédération de Russie pour 20 années de bons services. |
|       | Médaille "Pour distinction en service militaire" de 2e classe Медаль «За Отличие В Военной Службе» II степени                      | № 391  | 05-12-1997 | Décernée au personnel militaire du Service fédéral de protection de la fédération de Russie pour 15 années de bons services. |
|       | Médaille "Pour distinction en service militaire" de 3e classe Медаль «За Отличие В Военной Службе» III степени                     | № 391  | 05-12-1997 | Décernée au personnel militaire du Service fédéral de protection de la fédération de Russie pour 10 années de bons services. |

### Décorations de poitrine
| Avers | Nom (français/russe) | Arrêté | Date | Critères d’attribution |
| ----- | --- | ------ | ---- | --- |
|       | Décoration "Membre honoré du Service fédéral de protection" Нагрудный знак «Почетный сотрудник Федеральной службы охраны» | № ?    | ?    | L'existence de cette décoration fut confirmée, mais le numéro du décret départemental ne fut pas encore trouvé et est possiblement non publié à ce jour. |
|       | Décoration "Pour honneur et dignité en service à la patrie" Нагрудный знак «За честь и достоинство в службе Отечеству»    | № ?    | ?    | L'existence de cette décoration fut confirmée, mais le numéro du décret départemental ne fut pas encore trouvé et est possiblement non publié à ce jour. |
|       | Décoration "Pour service au sein du FSO de Russie" Нагрудный знак «За службу в ФСО России»                                | № ?    | ?    | L'existence de cette décoration fut confirmée, mais le numéro du décret départemental ne fut pas encore trouvé et est possiblement non publié à ce jour. |
|       | Décoration "25 ans de service distingué" Нагрудный знак «25 лет безупречной службы»                                       | № ?    | ?    | L'existence de cette décoration fut confirmée, mais le numéro du décret départemental ne fut pas encore trouvé et est possiblement non publié à ce jour. |
|       | Décoration "Pour mérite" de 1re classe Нагрудный знак «За заслуги» I степени                                              | № ?    | ?    | L'existence de cette décoration fut confirmée, mais le numéro du décret départemental ne fut pas encore trouvé et est possiblement non publié à ce jour. |
|       | Décoration "Pour mérite" de 2e classe Нагрудный знак «За заслуги» II степени                                              | № ?    | ?    | L'existence de cette décoration fut confirmée, mais le numéro du décret départemental ne fut pas encore trouvé et est possiblement non publié à ce jour. |
|       | Décoration "Pour mérite" de 3e classe Нагрудный знак «За заслуги» III степени                                             | № ?    | ?    | L'existence de cette décoration fut confirmée, mais le numéro du décret départemental ne fut pas encore trouvé et est possiblement non publié à ce jour. |
|       | Décoration "Excellence au sein du FSO de Russie" Нагрудный знак «Отличник ФСО России»                                     | № ?    | ?    | L'existence de cette décoration fut confirmée, mais le numéro du décret départemental ne fut pas encore trouvé et est possiblement non publié à ce jour. |
|       | Décoration "Bannière du FSO de Russie" Нагрудный знак «Флаг ФСО России»                                                   | № ?    | ?    | L'existence de cette décoration fut confirmée, mais le numéro du décret départemental ne fut pas encore trouvé et est possiblement non publié à ce jour. |
|       | Décoratrion "Régiment présidentiel" Нагрудный знак "Пресидентский полк"                                                   | № ?    | 1993 | L'existence de cette décoration fut confirmée, mais le numéro du décret départemental ne fut pas encore trouvé et est possiblement non publié à ce jour. |
|       | Décoratrion "80 ans du Régiment présidentiel" Нагрудный знак "80 лет Пресидентский полк"                                  | № ?    | 2016 | L'existence de cette décoration fut confirmée, mais le numéro du décret départemental ne fut pas encore trouvé et est possiblement non publié à ce jour. |

## Service des communications spéciales et d'information du Service fédéral de protection de la fédération de Russie
Le 11 mars 2003, le président russe Vladimir Poutine réorganisa FAPSI d'un service indépendant à une sous-unité du Service fédéral de sécurité de la fédération de Russie et le renomma Spetsviaz du FSB. Le 7 août 2004, Spetsviaz fut incorporé comme une sous-unité du  Service fédéral de protection (FSO). 

### Médailles
| Avers | Nom (français/russe)                                                                       | Arrêté | Date       | Critères d’attribution |
| ----- | ------------------------------------------------------------------------------------------ | ------ | ---------- | --- |
|       | Médaille "Pour valeur militaire" de 1re classe Медаль «За воинскую доблесть» I степени     | № 7    | 16-01-2004 | L’arrêté ministériel fut identifié mais ne fut pas trouvé dans son intégralité pour traduction à cet article.                                            |
|       | Médaille "Pour valeur militaire" de 2e classe Медаль «За воинскую доблесть» II степени     | № 7    | 16-01-2004 | L’arrêté ministériel fut identifié mais ne fut pas trouvé dans son intégralité pour traduction à cet article.                                            |
|       | Médaille "Pour le renforcement de la coopération militaire" Медаль «За боевое содружество» | № 6    | 16-01-2004 | L’arrêté ministériel fut identifié mais ne fut pas trouvé dans son intégralité pour traduction à cet article.                                            |
|       | Médaille "Pour distinction au travail" Медаль «За отличие в труде»                         | № ?    | ?          | L'existence de cette décoration fut confirmée, mais le numéro du décret départemental ne fut pas encore trouvé et est possiblement non publié à ce jour. |

### Décorations de poitrine
| Avers | Nom (français/russe)                                                                        | Arrêté | Date | Critères d’attribution |
| ----- | ------------------------------------------------------------------------------------------- | ------ | ---- | --- |
|       | Décoration "Membre honoré de Spetsviaz" Нагрудный знак «Почетный сотрудник Спецсвязи»       | № ?    | ?    | L'existence de cette décoration fut confirmée, mais le numéro du décret départemental ne fut pas encore trouvé et est possiblement non publié à ce jour. |
|       | Décoration "Participant aux operations de combat" Нагрудный знак «Участник боевых действий» | № ?    | ?    | L'existence de cette décoration fut confirmée, mais le numéro du décret départemental ne fut pas encore trouvé et est possiblement non publié à ce jour. |
|       | Décoration "Vétéran de Spetsviaz" Нагрудный знак «Ветеран Спецсвязи»                        | № ?    | ?    | L'existence de cette décoration fut confirmée, mais le numéro du décret départemental ne fut pas encore trouvé et est possiblement non publié à ce jour. |